# Texcatepec
Texcatepec är en ort i Mexiko.   Den ligger i kommunen Texcatepec och delstaten Veracruz, i den sydöstra delen av landet, 150 km nordost om huvudstaden Mexico City. Texcatepec ligger 1 848 meter över havet och antalet invånare är 1 114.
Terrängen runt Texcatepec är bergig norrut, men söderut är den kuperad. Texcatepec ligger uppe på en höjd. Runt Texcatepec är det ganska glesbefolkat, med 36 invånare per kvadratkilometer. Närmaste större samhälle är Tlachichilco, 17,8 km öster om Texcatepec. I omgivningarna runt Texcatepec växer i huvudsak städsegrön lövskog.